# Alleloplasis vespula
Alleloplasis vespula är en insektsart som beskrevs av Ronald Gordon Fennah 1949. Alleloplasis vespula ingår i släktet Alleloplasis och familjen sköldstritar. Inga underarter finns listade i Catalogue of Life.